# Neolaetana
Neolaetana es un género de insecto coleóptero de la familia Chrysomelidae.

## Especies
Las especies de este género son:
- Neolaetana amabilis Laboissiere, 1940
- Neolaetana basalis Laboissiere, 1921
- Neolaetana concinna (Weise, 1905)
- Neolaetana magna (Weise, 1904)
- Neolaetana maynei Laboissiere, 1921
- Neolaetana neavei Laboissiere, 1923
- Neolaetana neavei Laboissiere, 1923
- Neolaetana neumanni (Weise, 1907)
- Neolaetana stefaninii Laboissiere, 1927